# 파자마

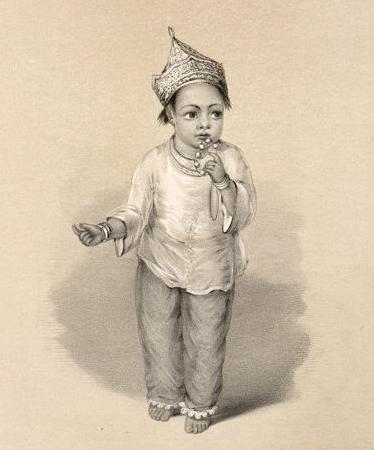
파자마를 입고 쿠르타 쿠르티를 입은 인도의 무슬림 소녀(에밀리 에덴의 '인도 왕자와 인민의 초상', 1844년)

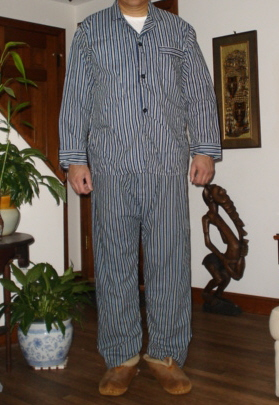
투피스 남성 잠옷

파자마(영어: Pajama, 문화어: 파쟈마)는 헐렁한 윗옷바지로 된 잠옷이다. 원래는 인도인들이 평상복으로 입는 품이 넓은 바지를 일컫는 말이었으나, 유럽인들에 의해 용도와 의미가 바뀌었다.
또한 파자마를 이용해 친한 사람들끼리 파자마를 입고 노는 파자마파티를 하는 경우도 있다. 파자마는 잠을 잘때 잠옷으로 입거나, 특별한 일이 있을 때 입기도 하지만, 꼭 그렇게 하지 않고 자신이 입고 싶을 때 착용해도 된다.

## 같이 보기
- 파자마 파티
- 나이트가운
- 잠